# کریستینا ریچی
کریستینا ریچی (به انگلیسی: Christina Ricci) (زاده ۱۲ فوریه ۱۹۸۰) بازیگر آمریکایی است. ریچی در ۱۲ فوریهٔ ۱۹۸۰ در سنتا مونیکا، کالیفرنیا زاده شده‌است. وی چهارمین و کوچک‌ترین فرزند خانواده است وی به همراه خانواده‌اش به مونتکلیر، نیوجرسی نقل مکان نمودند. همچنین او اذعان کرده‌است در گذشته به یک اختلال خورد و خوراک دست به گریبان بوده‌است.

## جوایز
- جایزه ساترن بهترین بازیگر زن (۱۹۹۹)
- جایزه بهترین بازیگر نقش مکمل زن هیئت ملی بازبینی فیلم (۱۹۹۸)
- نامزد جایزه گلدن گلوب بهترین بازیگر زن فیلم موزیکال یا کمدی در پنجاه و ششمین بخاطر فیلم (۱۹۹۸)

## بخشی از فیلم‌شناسی
- پری‌های دریایی (۱۹۹۰)
- راه سخت (۱۹۹۱)
- خانواده آدامز (۱۹۹۱)
- باشگاه گورستان (۱۹۹۳)
- ارزش‌های خانواده آدامز (۱۹۹۳)
- کسپر (۱۹۹۵)
- حال و آینده (۱۹۹۵)
- جویندگان طلا: راز کوه خرس (۱۹۹۵)
- سیمپسون‌ها (۱۹۹۶)
- حرامزاده خارج از کارولینا (۱۹۹۶)
- پایان پادشاهان بلند مرتبه (۱۹۹۶)
- گربه جاسوس (۱۹۹۷)
- طوفان یخ (۱۹۹۷)
- نقطه مقابل سکس (۱۹۹۸)
- ترس و نفرت در لاس وگاس (۱۹۹۸)
- سربازان کوچک (۱۹۹۸)
- آبی بیابان (۱۹۹۸)
- بوفالو ۶۶ (۱۹۹۸)
- پیکر (۱۹۹۸)
- روزی که مردم زود بیدار شدم (۱۹۹۸)
- اسلیپی هالو (۱۹۹۹)
- مردی که گریست (۲۰۰۰)
- این کودک را دعا کنید (۲۰۰۰)
- همه‌چیز در مورد پسر (۲۰۰۱)
- ملت پروزاک (۲۰۰۱)
- دنیای مالکوم (۲۰۰۲)
- پروژه لارامی (۲۰۰۲)
- میراندا (۲۰۰۲)
- کدو تنبل (۲۰۰۲)
- گردهمایی (۲۰۰۳)
- من عاشق کار شما هستم (۲۰۰۳)
- چیزی غیر از این (۲۰۰۳)
- هیولا (۲۰۰۳)
- نفرین‌شده (۲۰۰۴)
- منزل شجاعت (۲۰۰۶)
- ناله مار سیاه (۲۰۰۶)
- آناتومی گری (۲۰۰۶)
- پنلوپه (۲۰۰۶)
- مسابقه سرعت (۲۰۰۸)
- نیویورک، دوست دارم (۲۰۰۸)
- پس از زندگی (۲۰۰۹)
- در عشق هر چیزی به حق است (۲۰۰۹)
- آلفا و امگا (۲۰۱۰)
- باکی لارسون: ستاره مادرزاد (۲۰۱۱)
- همسر خوب (۲۰۱۲)
- بل آمی (۲۰۱۲)
- در اطراف بلوک (۲۰۱۳)
- اسمورف‌ها ۲ (۲۰۱۳)
- قهرمان شهر رنگی (۲۰۱۴)
- مادران و دختران (۲۰۱۶)
- تایتان‌های نوجوان: قرارداد یهودا (۲۰۱۷)
- تحریف شده (۲۰۱۸)
- پرسی (۲۰۲۰)
- رستاخیزهای ماتریکس (۲۰۲۱)
- هیولاوار (۲۰۲۲)
- ونزدی (۲۰۲۲)